# Schulmannschaft
Als Schulmannschaft wird eine aus Schülern einer bestimmten Schule gebildeten Mannschaft bezeichnet, meistens im Sport aber auch in anderen Disziplinen. 

## Schulmannschaften in Deutschland
In Deutschland werden Schulmannschaften meist für den Wettbewerb Jugend trainiert für Olympia gegründet. Dort können ausschließlich Schulmannschaften teilnehmen.
Schulmannschaften haben mit Einführung der Ganztagsschulen mehr Relevanz erlangt.

## Schulmannschaften in den USA
In den USA sind Schulmannschaften unabhängig vom regulären Sportunterricht. Schulmannschaften haben eine weitere Verbreitung in den USA als in Deutschland und haben eine deutlich größere Bedeutung für die Schulgemeinschaft.

## Schulmannschaften weltweit
In Äthiopien wurden ab 1955 Fußballturniere zwischen verschiedenen Schulmannschaften ausgetragen.